# Ревия, Георгий Ноевич
Георгий Ноевич Ревия (груз. გიორგი ნოეს ძე რევია, род. 3 апреля 1999 года в Одинцово, Россия) — российский и грузинский фигурист, выступающий в танцах на льду с Марией Казаковой. Они — первые в истории Грузии победители юниорского финала Гран-при (2019), бронзовые призёры турнира серии «Челленджер» Asian Open Figure Skating Trophy 2019.
По состоянию на 21 ноября 2022 года пара Казакова и Ревия занимала 26-е место в рейтинге Международного союза конькобежцев (ИСУ).

## Биография
Начал учиться кататься на коньках в 2003 году в возрасте четырех лет. До 2016 года с Ксенией Конкиной выступал за Россию, после чего поменял федерацию и с Евой Хачатурян стал представлять Грузию. С ней он в 2017 году выступил на юниорском чемпионате мира, где они заняли восемнадцатое место.

### 2017/2018: первый сезон с Марией Казаковой
Пара Хачатурян и Ревия распалась, и Ревия остался без партнёрши. В это время Мария Казакова, которая к тому моменту также была без партнёра, написала Ревия с предложением встать в пару. С тех пор они представляют Грузию на международных стартах.
В течение сезона пара приняла участие в четырех международных соревнованиях: Tallinn Trophy 2017 (пятое место), Santa Claus Cup (бронза), Golden Spin of Zagreb (серебро), Mentor Torun Cup (золото). В марте 2018 года они приняли участие в первом совместном чемпионате мира среди юниоров, по итогам которого вошли в топ-10.

### 2018/2019
Казакова и Ревия дебютировали на юниорских этапах Гран-при. В Остраве и Ереване пара завоевала две серебряные медали, тем самым обеспечив себе первое попадание в финал Гран-при. Ранее грузинские танцоры никогда не выходили в финал коммерческой серии. В финале пара заняла шестое место. Завершили сезон грузинские фигуристы на юниорском чемпионате мира, где они стали шестыми, улучшив своё прошлогоднее достижение на три позиции.

### 2019/2020: дебют на взрослом уровне
В апреле 2019 года м заявили, что в новом сезоне будут выступать и на юниорском, и на взрослом уровнях. Произвольный танец был поставлен в Санкт-Петербурге в группе Елена Соколовой. По словам фигуристов он будет[когда?] абсолютно не в стиле пары.
Первым турниром в новом сезоне стали юниорские соревнования NRW Summer Trophy, где Казакова и Ревия одержали уверенную победу. В начале сентября фигуристы выступили в Риге на юниорском этапе Гран-при. Несмотря на то, что они выиграли произвольный танец, пара из Грузии заняла второе место в общем зачете, уступив товарищам по группе Елизавете Худайбердиевой и Андрею Филатову 0,33 балла. В конце сентября Казакова и Ревия выступили на этапе Гран-при в Загребе, где одержали уверенную победу, став первыми танцорами из Грузии, которым удалось выиграть юниорский этап Гран-при.
Казакова и Ревия дебютировали на взрослом уровне в конце октября 2019 года на турнире серии «Челленджер» Asian Open Figure Skating Trophy 2019. Пара заняла третье место в ритм-танце и второе место в произвольном танце, заняв третье место в общем зачете, уступив только американцам Кристине Каррейра и Энтони Пономаренко и российской паре Ксении Конкиной и Павлу Дрозду. Также на этом турнире пара набрала необходимый для участия на чемпионате Европы и чемпионате мира техминимум.
Несколько дней спустя Казакова и Ревия снова соревновались во взрослой категории на Volvo Open Cup 2019 в Риге. Они заняли второе место и в ритм-танце, и в произвольном танце, уступив фигуристам сборной России Софье Шевченко и Игорю Ерёменко.
В декабре 2019 года Казакова и Ревия вернулась на юниорский уровень, чтобы принять участие в финале Гран-при среди юниоров 2019 в Турине. Пара выиграла ритм-танец, опередив американцев Нгуен и Колесник всего на 0,04 балла. На следующий день Казакова и Ревия выиграли золотые медали, опередив американскую пару всего на 0,16 балла, тем самым став первой грузинской парой, которой удалось выиграть юниорский финал Гран-при.

## Программы
(с М.Казаковой)
| Сезон     | Ритм-танец | Произвольный танец | Показательные выступления                                                                                      |
| --------- | --- | --- | --- |
| 2022—2023 | - Самба: Squid Samba Alessandro Olivato - Румба: Hello Адель - Самба: 1 to 8 Brian Sessarego хореография: Маттео Занни | - Mad World Tears for Fears в исполнении 2WEI, Tommee Profitt, и Fleurie хореография: Маттео Занни                                                            | - Dream Imagine Dragons                                                                                        |
| 2021—2022 | - Блюз: Chosen One Valley of Wolves - Хип-хоп: Yeah! Ашер, feat. Лил Джон и Лудакрис хореография: Николай Никонов | - Dummy (из фильма «Пила 2») Чарли Клоузер - Texas Gypsy Massacre - Mephisto's Lullaby Xtortion Audio хореография: Николай Никонов                            | - In the End Linkin Park в исполнении Томми Проффитт, feat. Fleurie and Jung Youth хореография: Елена Соколова |
| 2020—2021 | Не участвовали в соревнованиях | Не участвовали в соревнованиях | Не участвовали в соревнованиях                                                                                 |
| 2019—2020 | - Квикстеп: Take Good Care of My Baby (Beautiful: The Carole King Musical) в исполнении Джейк Эпштейн и Джесси Мюллер - Фокстрот: Dream a Little Dream of Me в исполнении The Beautiful South Квикстеп: Overture (Funny Girl) | - In the End Linkin Park в исполнении Tommee Profitt feat. Fleurie and Jung Youth                                                                             | - Грузинский танец                                                                                             |
| 2018—2019 | - Аргентинское танго: Building the Bullet Луис Бакалов - Аргентинское танго: Assassin’s Tango (из фильма «Мистер и миссис Смит») Джон Пауэлл                                                                                  | - Carmina Burana Карл Орф в исполнении Эдвина Мартона - Vocalise (из фильма «Девятые врата») Войцех Киляр                                                     | - Грузинский танец                                                                                             |
|           | Короткий танец | | |
| 2017—2018 | - Ча-Ча-Ча: Unchain My Heart в исполнении Джо Кокера - Румба: Abrázame в исполнении Тамары | - A Time For Us (из фильма «Ромео и Джульетта») аранжировка Генри Манчини - Aimer (из фильма «Ромео и Джульетта») в исполнении Damian Sargue and Cécelia Cara | |

(с Е.Хачатурян)
| Сезон     | Короткий танец | Произвольный танец                                                                            |
| --------- | --- | --------------------------------------------------------------------------------------------- |
| 2016—2017 | Блюз: N’oubliez jamais в исполнении Джо Кокера Свинг: Show Me How You Burlesque ( Бурлеск) в исполнении Кристины Агилеры | Spente le Stelle в исполнении Эмма Шапплин Requiem for a Tower в исполнении Corner Stone Cues |

(с К.Конкиной)
| Сезон     | Короткий танец                                                               | Произвольный танец                              |
| --------- | ---------------------------------------------------------------------------- | ----------------------------------------------- |
| 2015—2016 | Вальс: Ein Wiener Walzer Карл Дженкинс Марш: Ein Wiener Walzer Карл Дженкинс | Лунная соната (Людвиг ван Бетховен кавер) Viper |

## Спортивные достижения

### с Марией Казаковой за Грузию
| Соревнования                        | 17/18         | 18/19         | 19/20         | 20/21         | 21/22         | 22/23         |
| Международные                       | Международные | Международные | Международные | Международные | Международные | Международные |
| ----------------------------------- | ------------- | ------------- | ------------- | ------------- | ------------- | ------------- |
| Олимпийские игры                    |               |               |               |               | 19            |               |
| Чемпионаты мира                     |               |               |               | WD            | 15            |               |
| Чемпионаты Европы                   |               |               | 14            |               | WD            | 8             |
| Этапы Гран-при: Франция             |               |               |               |               |               | 6             |
| Этапы Гран-при: Великобритания      |               |               |               |               |               | 6             |
| Челленджер. Asian Open              |               |               | 3             |               |               |               |
| Челленджер. Finlandia Trophy        |               |               |               |               |               | WD            |
| Челленджер. Золотой конёк Загреба   |               |               |               |               | WD            |               |
| Челленджер. Nebelhorn Trophy        |               |               |               |               | 3             |               |
| Челленджер. Warsaw Cup              |               |               |               |               | WD            |               |
| Volvo Open Cup                      |               |               | 2             |               |               |               |
| Международные: юниоры               |               |               |               |               |               |               |
| Чемпионаты мира среди юниоров       | 9             | 6             | 2             |               |               |               |
| Финал юниорского Гран-при           |               | 6             | 1             |               |               |               |
| Этапы юниорского Гран-при, Армения  |               | 2             |               |               |               |               |
| Этапы юниорского Гран-при, Хорватия |               |               | 1             |               |               |               |
| Этапы юниорского Гран-при, Чехия    |               | 2             |               |               |               |               |
| Этапы юниорского Гран-при, Латвия   |               |               | 2             |               |               |               |
| Golden Spin                         | 2             |               |               |               |               |               |
| MNNT Cup                            | 1             |               |               |               |               |               |
| NRW Trophy                          |               |               | 1             |               |               |               |
| Santa Claus Cup                     | 3             |               |               |               |               |               |
| Tallinn Trophy                      | 5             |               |               |               |               |               |
| Volvo Open Cup                      |               | 1             |               |               |               |               |

### с Евой Хачатурян за Грузию
| Чемпионаты мира среди юниоров | 18 |
| Santa Claus Cup               | 6  |

### С Ксенией Конкиной за Россию
| Этапы юниорского Гран-при, США | 4 |
| Lake Placid IDI                | 3 |
| Tallinn Trophy                 | 2 |

## Детальные результаты

### С Марией Казаковой
На чемпионатах ИСУ награждают малыми медалями за ритмический и произвольный танец
| 2019/2020 сезон            | 2019/2020 сезон                   | 2019/2020 сезон | 2019/2020 сезон | 2019/2020 сезон | 2019/2020 сезон |
| Дата                       | Соревнование                      | Категория       | РТ              | ПТ              | Общее           |
| -------------------------- | --------------------------------- | --------------- | --------------- | --------------- | --------------- |
| 5-8 декабря 2019           | Финал Гран-при 2019               | Юниоры          | 1 68,76         | 1 106,14        | 1 174,90        |
| 5-10 ноября 2019           | Volvo Open Cup 2019               | Взрослые        | 2 69,95         | 2 112,48        | 2 182,43        |
| 30 октября — 3 ноября 2019 | CS Asian Open Trophy 2019         | Взрослые        | 3 67,68         | 2 106,95        | 3 174,63        |
| 25-28 сентября 2019        | Гран-при Хорватии                 | Юниоры          | 1 65,97         | 1 103,25        | 1 169,22        |
| 4-7 сентября 2019          | Гран-при Латвии                   | Юниоры          | 2 63,25         | 1 102,01        | 2 165,26        |
| 9-11 августа 2019          | NRW Summer Trophy 2019            | Юниоры          | 1 59,13         | 1 93,95         | 1 153,08        |
| 2018/2019 сезон            |                                   |                 |                 |                 |                 |
| 18-24 марта 2019           | Чемпионат мира среди юниоров 2019 | Юниоры          | 6 60,08         | 6 95,32         | 6 155,40        |
| 6-9 декабря 2018           | Финал Гран-при 2018               | Юниоры          | 6 57,51         | 6 91,25         | 6 148,76        |
| 7-11 ноября 2018           | Volvo Open Cup 2018               | Юниоры          | 1 67,04         | 1 100,26        | 1 167,30        |
| 10-13 октября 2018         | Гран-при Армении                  | Юниоры          | 2 65,42         | 2 99,23         | 2 164,65        |
| 26-29 сентября 2018        | Гран-при Чехии                    | Юниоры          | 2 59,77         | 2 94,40         | 2 154,17        |
| 2017/2018 сезон            |                                   |                 |                 |                 |                 |
| 5-11 марта 2018            | Чемпионат мира среди юниоров 2018 | Юниоры          | 11 54,95        | 8 78,12         | 9 133,07        |
| 30 января — 4 февраля 2018 | Mentor Toruń Cup 2018             | Юниоры          | 1 56,44         | 1 75,63         | 1 132,07        |
| 6-9 декабря 2017           | Golden Spin of Zagreb 2017        | Юниоры          | 2 58,70         | 2 79,02         | 2 137,72        |
| 4-10 декабря 2017          | Santa Claus Cup 2017              | Юниоры          | 4 52,44         | 3 75,15         | 3 127,59        |
| 20-26 ноября 2017          | Tallinn Trophy 2017               | Юниоры          | 4 54,86         | 8 70,10         | 5 124,96        |